# ABSニュースワイド
『ABSニュースワイド』（エービーエス ニュースワイド）は、1981年3月30日から1990年3月30日まで秋田放送（ABSテレビ）で放送されていた夕方のローカルワイドニュース番組。

## 概要
番組開始当初の放送時間は月曜 - 金曜 18時00分 - 18時30分で、初代キャスターは神永光（『ワイドレーダーあきた』よりの続投）。『ワイドレーダーあきた』の後継番組として開始。同局と秋田魁新報の共同制作によるメディアミックス仕立ての番組であった。
その後、NNN系列の『ライブオンネットワーク』の60分化（ローカルが主に18時15分 - 18:45分頃がメイン）に伴い、この番組の放送時間も18時から19時までとなった。1988年4月に全国ニュース枠が『NNNニュースプラス1』へ移行した後も、ローカルニュース枠は2年間『ABSニュースワイドプラス1』のタイトルを冠したままだったが（放送時間は18時30分 - 19時に変更）、1990年春の改編を機に『プラス1あきた』へと改題リニューアルした。

## キャスター

### 男性
- 神永光
- 柳沼慎一
- 鎌田昭一

### 女性
- 茜谷幸子
- 佐藤美知子
- 丹内百子（丹内モモコ）